# Roxolana
Роксоля́на І́горівна Сирота́ (псевдонім Roxolana; нар. 30 липня 1997, Львів, Україна) — українська авторка пісень, співачка, учасниця шоу «Голос країни-9».

## Життєпис
Народилася у Львові, дитинство та підліткові роки прожила у м. Київ. Закінчила Київський університет ім. Шевченка. 2019 року брала участь у шоу «Голос країни-9», знімалася в серіалі «Черговий лікар».
Влітку 2021 року почала артпроєкт «Ukraine is», який поєднав сучасну музику та українську поезію, він включає пісні та кліпи на слова Ліни Костенко, Юрія Іздрика, Івана Франка, Михайля Семенка та інших. Героями кліпів стали Ніна Матвієнко, гурт «Kazka», режисер Ахтем Сеітаблаєв та художник Анатолій Криволап.
У вересні видання «Muzvar» номінувало Роксоляну на премію у категорії «New Breath: найкращі нові імена попмузики».
Roxolana потрапила у шортлист нацвідбору Євробачення. 12 лютого 2022 року Роксоляна змагалась за право представити Україну на «Євробаченні-2022», посіла 4-те місце.

## Нагороди
- 2022 — Орден княгині Ольги III ст.[10]